# تیموتی دی. اسنایدر
تیموتی دی. اسنایدر (انگلیسی: Timothy D. Snyder؛ زادهٔ ۱۸ اوت ۱۹۶۹) تاریخ‌نگار، نویسنده، منتقد ادبی، و استاد دانشگاه اهل ایالات متحده آمریکا است. وی متخصص در تاریخ اروپای مرکزی و شرقی و هولوکاست است. او همکار دائمی ریچارد لوین استاد تاریخ در دانشگاه ییل و در مؤسسه علوم انسانی در وین است. اسنایدر عضو شورای روابط خارجی و کمیته وجدان موزه یادبود هولوکاست ایالات متحده است.
از او کتاب «استبداد - بیست درس از قرن بیستم» توسط نشر نو در ایران منتشر شده‌است.